# Domínio de Saga
Domínio Saga (佐賀藩, Saga-han), também conhecido como domínio Hizen,  foi um han japonês do período Edo. Tal território era associado à província de Hizen, hoje provínvia Saga, na ilha Kyushu.

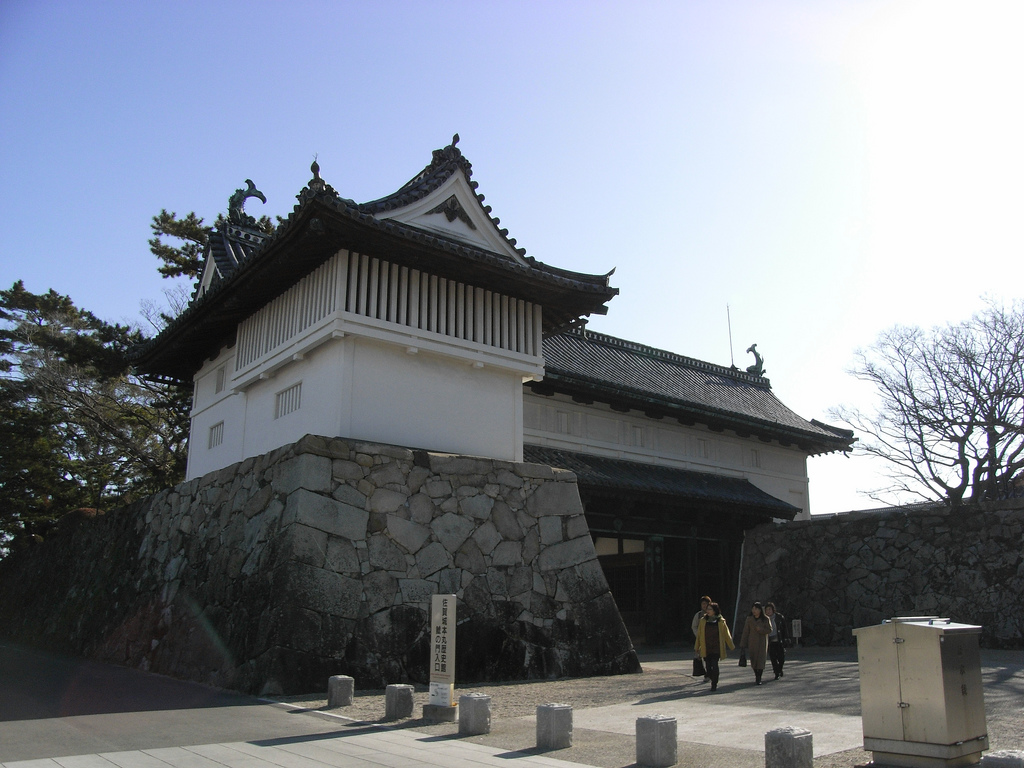
Castelo Saga.

No sistema han, Saga era uma abstração política e econômica baseada em pesquisas cadastrais periódicas e projeções de campos de agricultura.  O domínio era, portanto, definido em termos de kokudaka (sistema de determinação de valor de terra para taxas durante o xogunato Tokugawa), e não por tamanho de área territorial. Tal sistema diferenciava-se do feudalismo ocidental.